# Communauté de communes de la Région du Lion-d’Angers
Die Communauté de communes de la Région du Lion-d’Angers ist ein ehemaliger französischer Gemeindeverband mit der Rechtsform einer Communauté de communes im Département Maine-et-Loire in der Region Pays de la Loire. Die Communauté wurde 1993 gegründet und umfasste neun Gemeinden. Der Verwaltungssitz befand sich im Ort Le Lion-d’Angers.

## Historische Entwicklung
Mit Wirkung vom 1. Januar 2017 fusionierte der Gemeindeverband mit
- Communauté de communes du Haut Anjou sowie
- Communauté de communes Ouest Anjou

und bildete so die Nachfolgeorganisation Communauté de communes des Vallées du Haut-Anjou.

## Ehemalige Mitgliedsgemeinden
1. Chambellay
2. Chenillé-Champteussé
3. Erdre-en-Anjou
4. Grez-Neuville
5. La Jaille-Yvon
6. Le Lion-d’Angers
7. Montreuil-sur-Maine
8. Sceaux-d’Anjou
9. Thorigné-d’Anjou